# Steinsfurt
Steinsfurt ist ein Dorf im Süden des Rhein-Neckar-Kreises in Baden-Württemberg, das seit dem 1. Januar 1973 zu Sinsheim gehört.

## Geographische Lage
Steinsfurt liegt im hügeligen Kraichgau an beiden Ufern der Elsenz am Beginn der Sinsheimer Talweitung des kleinen Flusses. Ihm fließen südlich des Dorfes von Osten der Insenbach, in der Ortsmitte von Nordosten der Goldbach zu, beides rechte Nebenflüsse. Die Gemarkung erstreckt sich von Ostnordost nach Westsüdwest über das Flusstal hinweg über etwa 6 km, senkrecht dazu in Flussrichtung misst es an der breitesten Stelle nur wenig mehr als 2,5 km. Der Ilvesbach ist lange Grenzbach der Gemarkung im Westen. Der höchste Punkt der Gemarkung liegt zwischen Insenbach- und Goldbachtal an der Straße nach Ehrstädt auf rund 284 m ü. NN, der niedrigste in der weiten Elsenz-Aue auf etwa 157 m ü. NN.
Die Ortsteilgemarkung grenzt im Norden an die des nächsten Taldorfes Rohrbach, das selbst nur etwa anderthalb Kilometer entfernt liegt, die östliche größtenteils an die Ehrstädter, dessen Dorfmitte in Luftlinie über 5 km weitab liegt, und auf einem nur kurzen Stück auch Adersbach bzw. an die des noch ferneren Grombach. Der Südgrenze entlang zieht sich die Gemarkung von Reihen, das mit zweieinhalb Kilometern Entfernung nächstobere Taldorf. Im Westen schließlich liegen die Gemarkungen von Weiler und zuletzt im Nordwesten von Sinsheim selbst an. Bis auf das zu Bad Rappenau im Nachbarlandkreis Heilbronn gehörende Grombach sind alle anderen Anrainer Ortsteile von Sinsheim.
Naturräumlich gesehen liegt Steinsfurt mit seiner Gemarkung im Lein-Elsenz-Hügelland, der etwas größere und profiliertere Teil im Osten gehört hierbei zum Unterraum Neckarbischofsheimer Höhen, der etwas kleinere westliche am nur unteren Anstieg zum Steinsberg zum Unterraum Schwarzbachgäu.

## Geschichte

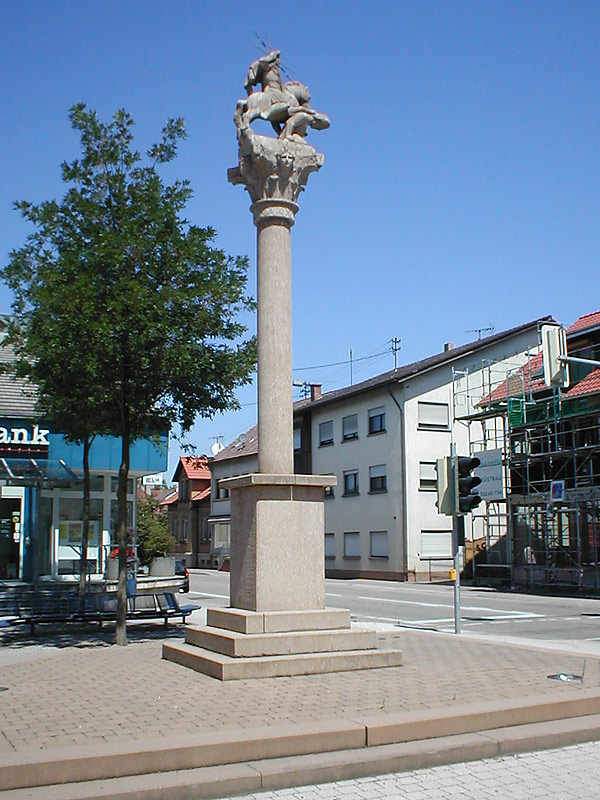
Replik der Jupitergigantensäule in der Ortsmitte von Sinsheim-Steinsfurt

Steinsfurt an der Elsenz zählt zu den am frühesten besiedelten Orten der Umgebung. Die ältesten Funde stammen aus der Jungsteinzeit, weitere Funde aus der La-Tène-Zeit. Der bedeutendste Fund jedoch ist die größte in Südwestdeutschland gefundene Jupitergigantensäule aus der Zeit der Römer, die 1959 ausgegraben wurde und die bereits im 18. und 19. Jahrhundert entdeckte römische Funde ergänzt.
Das im Jahr 1100 erstmals erwähnte Dorf war ein Lehen des Bistums Worms, mit dem regionale Adelige belehnt wurden. Durch Kauf und Tausch kam dann das Kloster Sinsheim im 15. Jahrhundert in den Alleinbesitz über das Dorf, das seit 1335 unter der Oberhoheit der Kurpfalz stand. Steinsfurt gehörte bis 1803 zum kurpfälzischen Oberamt Mosbach (Kellerei Hilsbach), wurde dann dem kurzlebigen Fürstentum Leiningen zugeschlagen und kam nach dessen Ende 1806 an Baden.
Der Ort teilt die Geschichte der meisten Nachbarorte und war von Zerstörungen im Dreißigjährigen Krieg und den nachfolgenden kriegerischen Auseinandersetzungen des 17. und 18. Jahrhunderts betroffen.

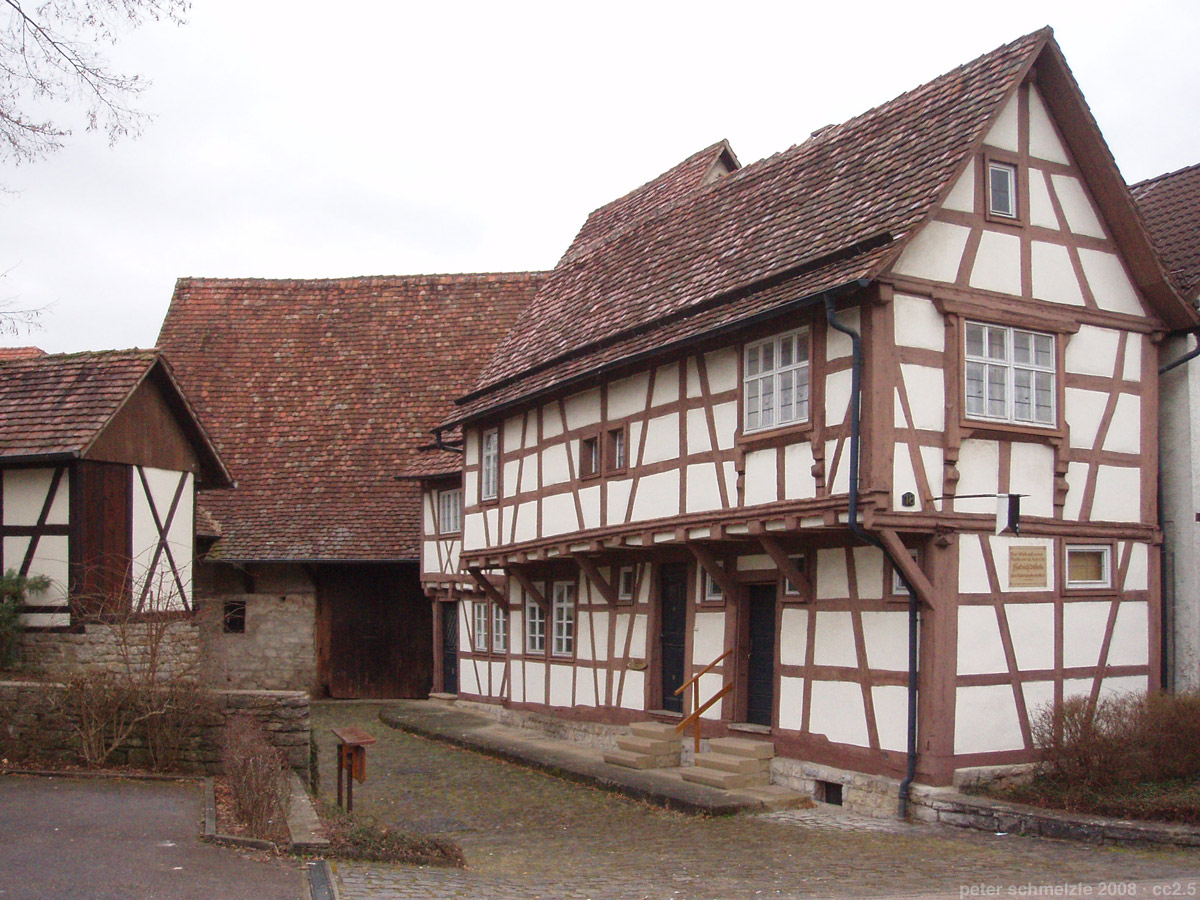
Museumshof „Lerchennest“

Bekannt ist der gescheiterte Fluchtversuch des preußischen Kronprinzen Friedrich von Preußen, des späteren Königs „Friedrichs des Großen“, der sich in Steinsfurt abspielte. Die Spannungen zwischen dem Kronprinzen und seinem Vater, dem „Soldatenkönig“ Friedrich Wilhelm I., waren unerträglich geworden. Schon im Frühjahr hatte der Kronprinz in Sachsen einen Fluchtversuch geplant, der aber aufgeflogen war. Auf einer diplomatischen Reise des Königs nach Ansbach, Ludwigsburg und Mannheim übernachtete der Kronprinz mit seinen Begleitern in der Nacht vom 4. auf den 5. August 1730 auf dem Gehöft des Bauern Johann Jacob Lerch in Steinsfurt. Durch seinen Pagen hatte Friedrich zwei Postpferde bereitstellen lassen und sich einen Zivilrock besorgt. Er beabsichtigte, sich in Frankreich mit seinem Freund, dem nach Wesel versetzten ehemaligen Pagen Peter Karl Christoph von Keith, zu treffen, um dann gemeinsam nach England zu fliehen. Als Fritz im Morgengrauen in Zivil sein Zimmer verließ, um sein Pferd zu besteigen, erwachte im Nebenzimmer sein Kammerdiener, der zugleich vom König mit der Überwachung seines Sohnes beauftragt war, und alarmierte die Wachen. Der Kronprinz wurde am Besteigen des Postpferdes gehindert, beteuerte aber, nur einen Spazierritt unternehmen zu wollen. Nachdem ein Brief Friedrichs an seinen Vertrauten Hans Hermann von Katte in Berlin abgefangen worden war, in dem Anweisungen enthalten waren, die mit der geplanten Flucht zusammenhingen, lag ein eindeutiges Beweismittel vor. Der Kronprinz wurde von seinem Vater erneut körperlich schwer gezüchtigt und später in der Festung Küstrin unter Arrest gestellt. Katte wurde bald darauf verhaftet, ebenfalls vom König getreten und verprügelt und im November 1730 nach einem Prozess mit dem Schwert hingerichtet, wobei Friedrich zusehen musste; Friedrich selbst entging einer Verurteilung zum Tode wegen Desertion, die sein Vater wünschte, nur aufgrund einer Intervention des Kaisers Karl VI. durch seinen Gesandten am Berliner Hof. In dem Gehöft des Bauern Lerch, von Friedrich später spöttisch „Lerchennest“ genannt, befindet sich seit 1975 das Friedrich der Große Museum im Lerchennest (Lerchenneststr. 18) mit einer Dauerausstellung über das Leben und Wirken des Preußenkönigs, mit zahlreichen Exponaten, darunter Gemälden, Uniformen und Briefen sowie Schautafeln.
Im 19. Jahrhundert wanderten zahlreiche Einwohner aufgrund der vorherrschenden Armut in dem rein landwirtschaftlich geprägten Ort aus. Ein erster wirtschaftlicher Aufschwung stellte sich erst durch den Bau der Elsenztalbahn und den damit verbundenen Betrieb von Steinbrüchen bei Steinsfurt ein. 1939 hatte Steinsfurt 1440 Einwohner, durch Zuzug von Evakuierten und Zuweisung von Heimatvertriebenen und Flüchtlingen stieg die Einwohnerzahl bis zum Ende der 1940er Jahre auf 2450 Personen an.
Einen bedeutenden wirtschaftlichen Impuls setzte in den 1960er Jahren der Bau des Teilstücks der A 6 von Weinsberg nach Walldorf mit der direkt am Ort befindlichen Abfahrt sowie der Ausbau der B 39, die den Ort durchquert. Die verkehrsgünstige Lage förderte die Ansiedlung von Industriebetrieben, führte jedoch auch bis in die Gegenwart zu einer hohen Verkehrsbelastung.
Am 1. Januar 1973 wurde Steinsfurt bei der Gebietsreform in Baden-Württemberg nach Sinsheim eingemeindet. Die ehemalige Gemeinde hatte eine Fläche von 12,08 km².

## Religionen
Mit dem Stift Sinsheim wurde Steinsfurt im Jahr 1565 durch Kurfürst Friedrich III. reformiert. Die Glaubenswechsel in der Kurpfalz führten in der Folgezeit jedoch zur Ausbildung von drei christlichen Glaubensrichtungen (Reformierte, Lutheraner und Katholiken), die jeweils eigene Kirchen errichteten. Die ursprüngliche Kirche des Ortes, eine 1496 erwähnte und dem Hl. Petrus geweihte Pfarrkirche, befand sich in der Goldbach, wurde jedoch 1662/63 durch eine neue Kirche am Platz der heutigen katholischen Kirche ersetzt, die zunächst von allen drei Konfessionen genutzt wurde, 1707 dann den Katholiken zugesprochen wurde. 1767 wurde von den Lutheranern, 1769/70 von der reformierten Gemeinde jeweils eine eigene Kirche errichtet. Die katholische Kirche wurde 1802–1804 durch einen Neubau ersetzt. Nachdem die Reformierten und Lutheraner 1821 zur Evangelischen Landeskirche vereinigt worden waren, wurde die lutherische Kirche aufgegeben und abgerissen. 1936/37 wurde eine neue evangelische Kirche erbaut und das von den Reformierten errichtete alte Gotteshaus säkularisiert.
Juden sind in Steinsfurt seit Beginn des 18. Jahrhunderts belegt. Eine jüdische Gemeinde entwickelte sich am Anfang des 19. Jahrhunderts. Nachdem die Gemeinde zunächst nur über einen Betsaal in einem Wohnhaus verfügte, wurde ab 1893 noch eine Synagoge errichtet, obwohl die Gemeindegröße zu diesem Zeitpunkt bereits seit über 20 Jahren rückläufig war. 1933 lebten noch 32 Juden in Steinsfurt, die alle vor Beginn der Deportationen auswandern konnten. Die Synagoge wurde im Oktober 1938 verkauft.

Früheres Gemeindewappen

## Wappen
Die Blasonierung lautet: in silber ein blau gerüsteter Engel mit goldenem Nimbus, mit der goldenen Lanze einen grünen Drachen tötend. Der Engel stellt vermutlich den Hl. Michael dar. Die Wappenzeichnung ist bereits im Jahr 1766 belegt, die 1901 festgelegten Farben sollen durch Blau und Silber an die einstige Zugehörigkeit zur Kurpfalz erinnern.

## Sehenswürdigkeiten

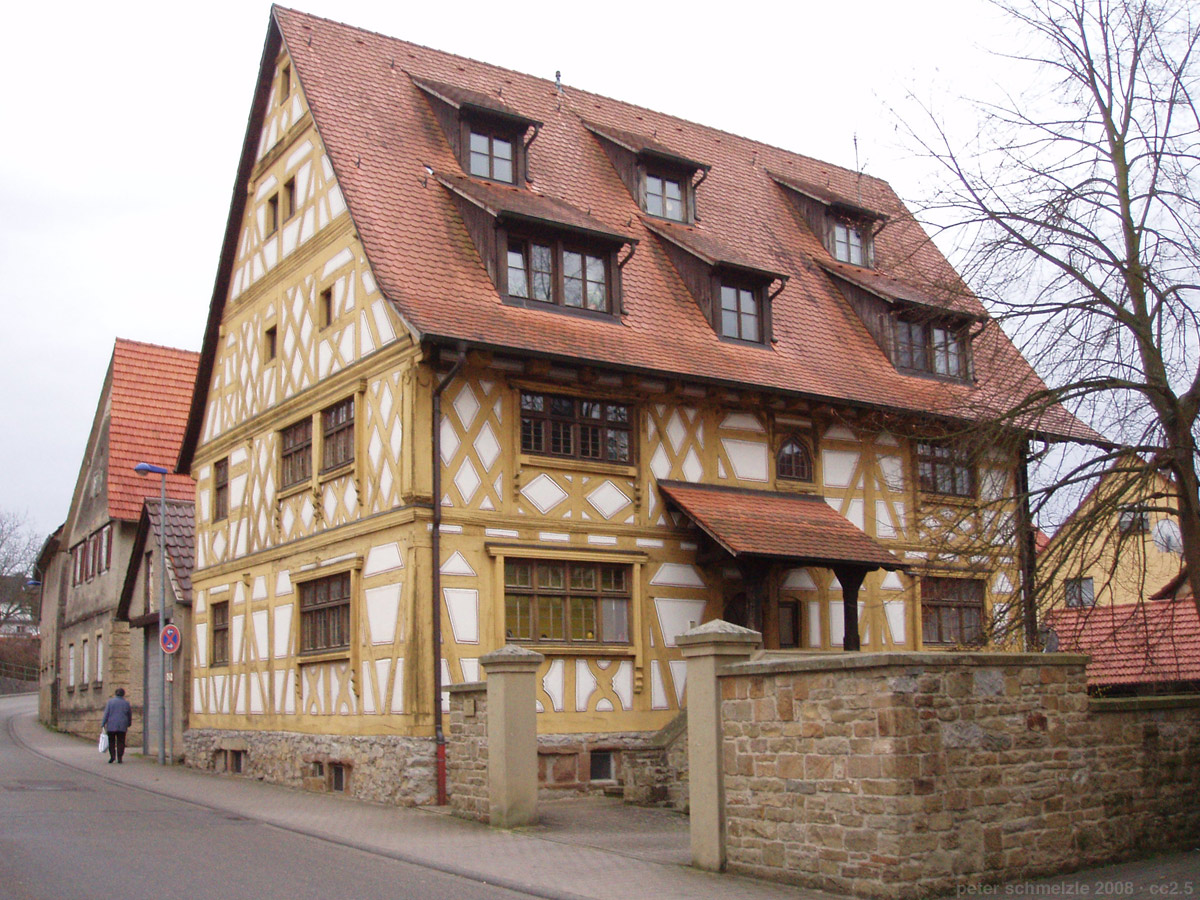
Alte Kaserne

- Das Lerchennest ist ein kleinbäuerliches Anwesen in fränkischer Fachwerkbauweise, in dem Friedrich der Große in der Nacht vom 4. auf den 5. August 1730 auf seinem Fluchtversuch übernachtete. Kronprinz Friedrich hatte geplant, sich aus seinem Reisequartier auf einem Postpferd nach Frankreich abzusetzen (siehe oben: Geschichte). In dem in den 1970er Jahren renovierten Anwesen befindet sich heute ein Museum über Friedrich den Großen.
- Die Alte Kaserne unweit des Lerchennests ist ein Fachwerkgebäude aus dem 16. Jahrhundert, das 1626 und 1704 nach vorangegangenen Kriegszerstörungen jeweils wiederaufgebaut wurde. Der Keller mit historischem Kreuzgewölbe war 1661 ein Treffpunkt von Täufern.
- Die katholische Kirche St. Peter wurde 1803/04 anstelle eines Vorgängerbauwerks von 1662/63 errichtet. Vor der Kirche ist eine Sandsteinstatue des Brückenheiligen Johannes Nepomuk von 1742 aufgestellt, die sich bis in die Mitte des 19. Jahrhunderts auf der Elsenzbrücke befand.
- Die Evangelische Kirche wurde 1936/1937 nach Plänen des Mannheimer Architekten Christian Schrade erbaut und am 28. November 1937 eingeweiht. Bei der Kirche befindet sich noch ein evangelischer Kindergarten, der 1884 erbaut und 1955 sowie 1988 umgebaut und erweitert wurde.
- Die Alte evangelische Kirche wurde 1769/70 von der reformierten Gemeinde errichtet und ab 1821 von der vereinigten evangelischen Gemeinde genutzt. Nach dem Neubau der evangelischen Kirche 1936/37 diente die alte Kirche nach dem Krieg zunächst als Kino, danach als Gasthaus.
- Die Steinsfurter Synagoge wurde 1893 nach Plänen von Wilhelm Dick aus Hoffenheim durch die jüdische Gemeinde Steinsfurt erbaut[10] und bis 1936 als Gotteshaus genutzt. Das Backsteingebäude befindet sich seit 1938 in Privatbesitz und wurde von der Denkmalstiftung Baden-Württemberg zum „Denkmal des Monats Juli 2008“ ernannt.

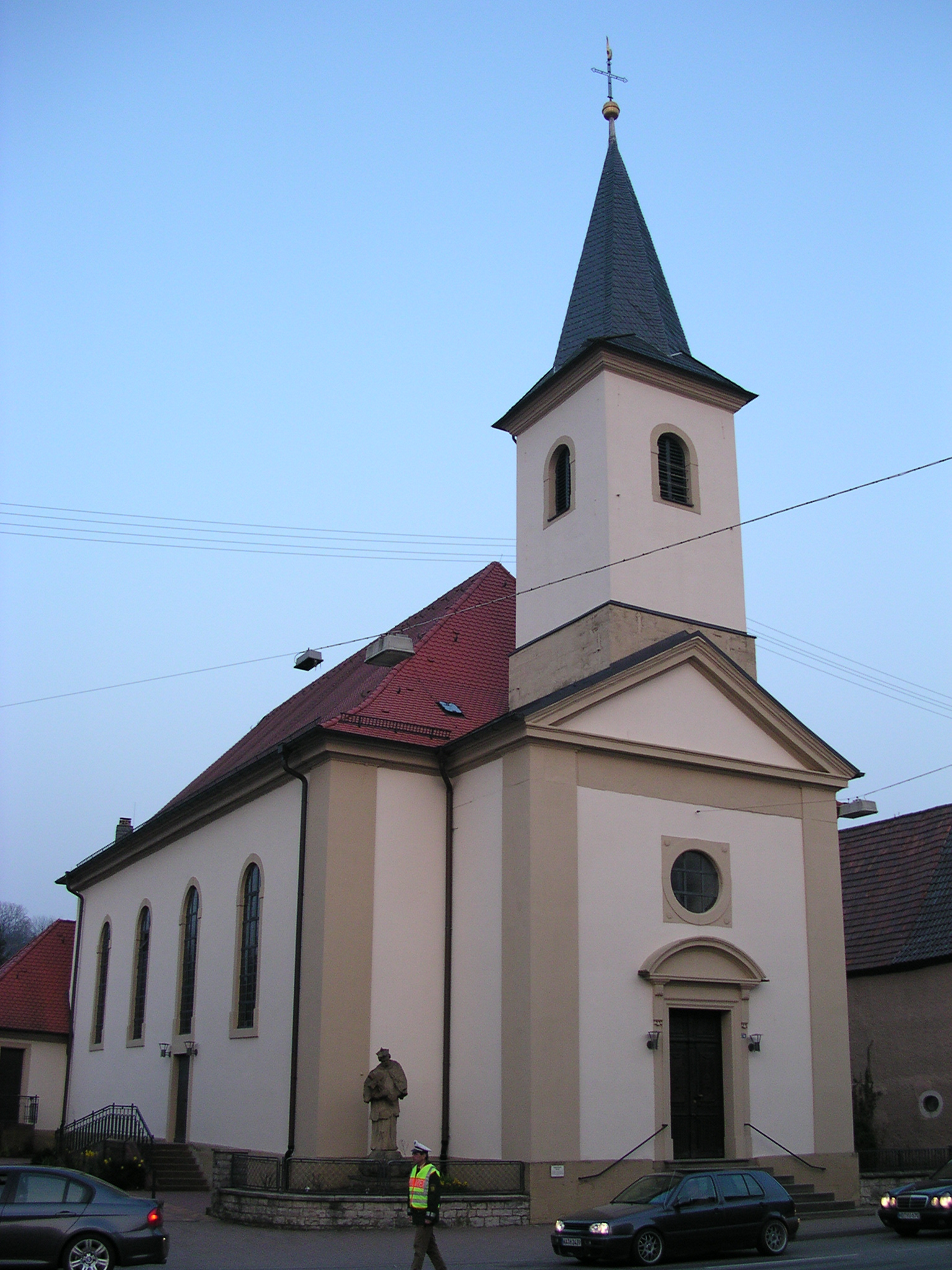
Kath. Kirche St. Peter
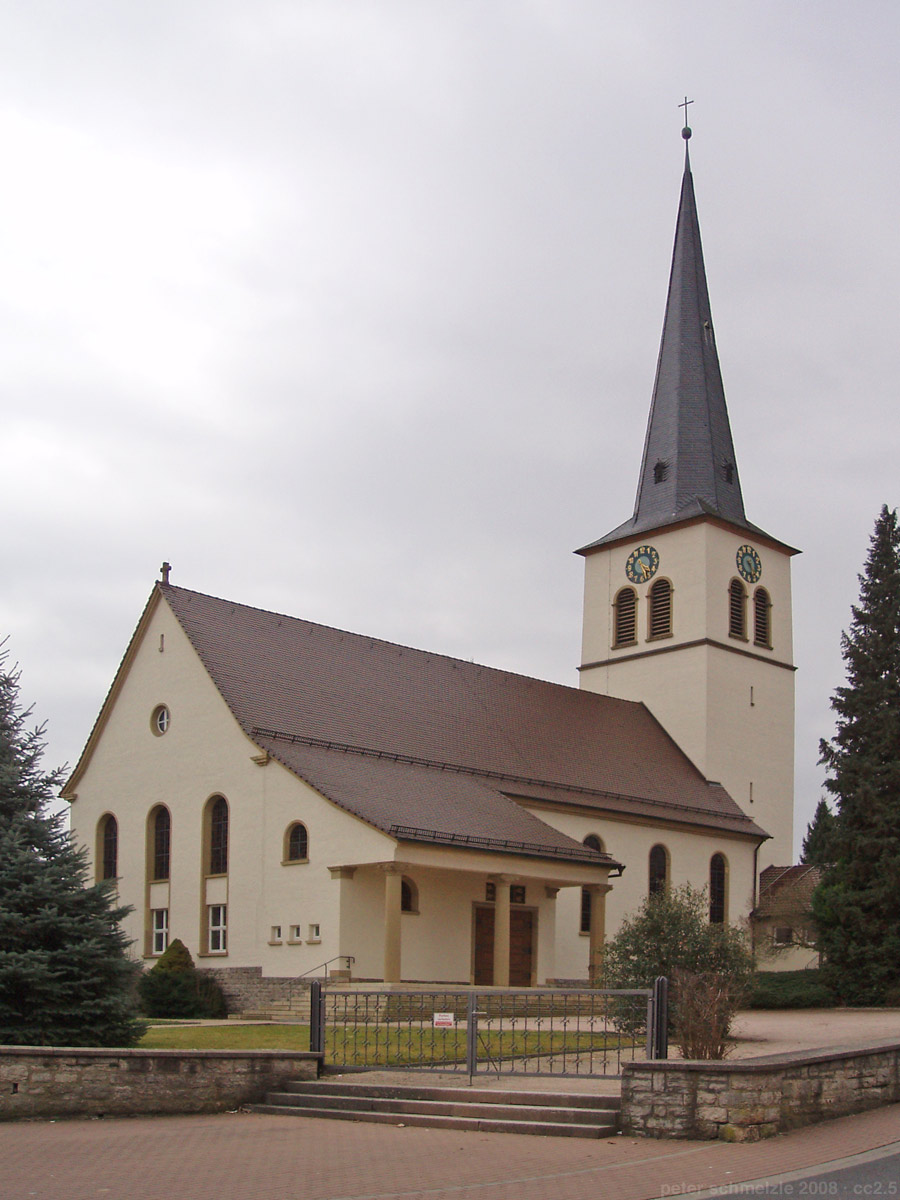
Evangelische Kirche
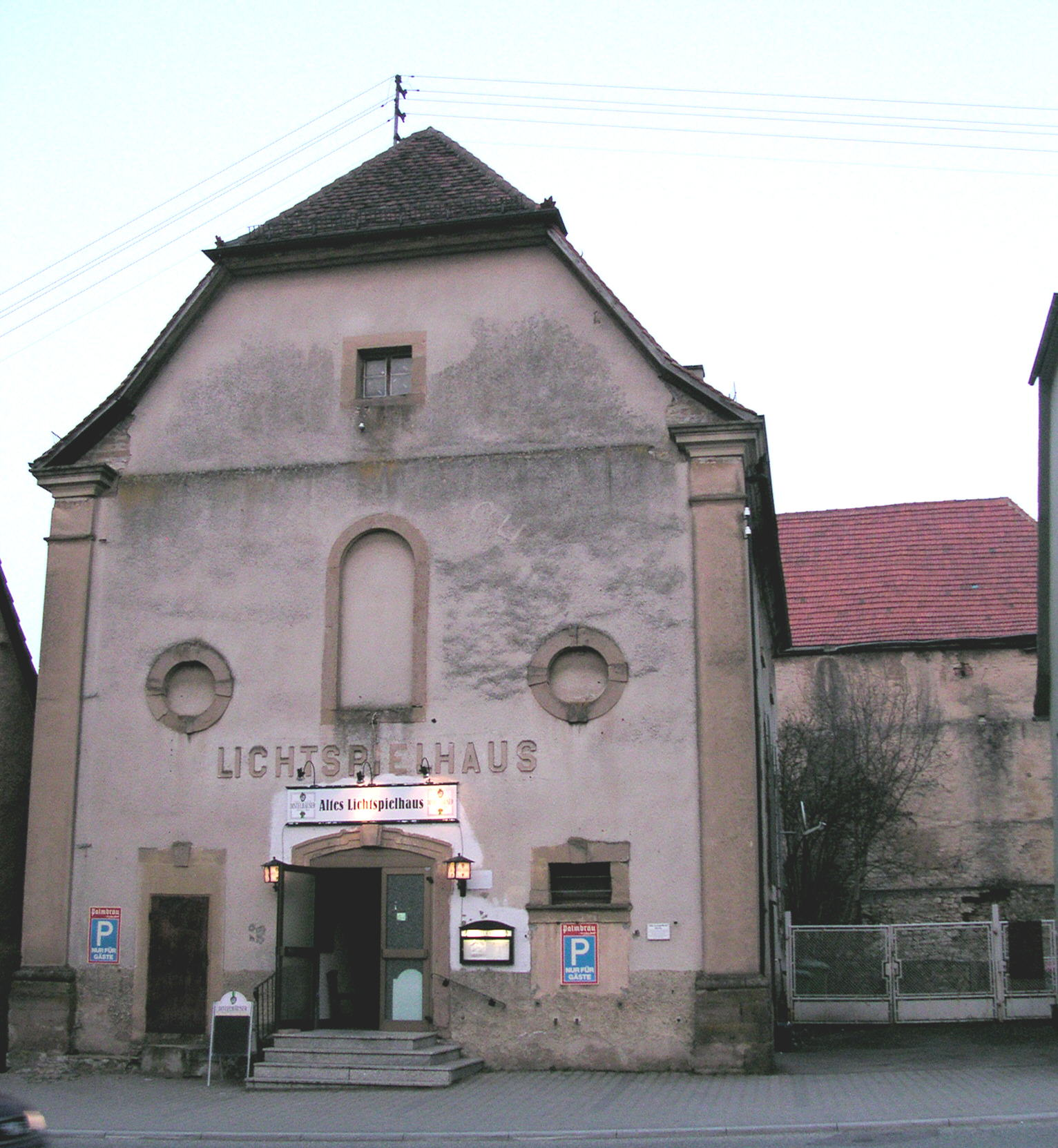
Alte evangelische Kirche
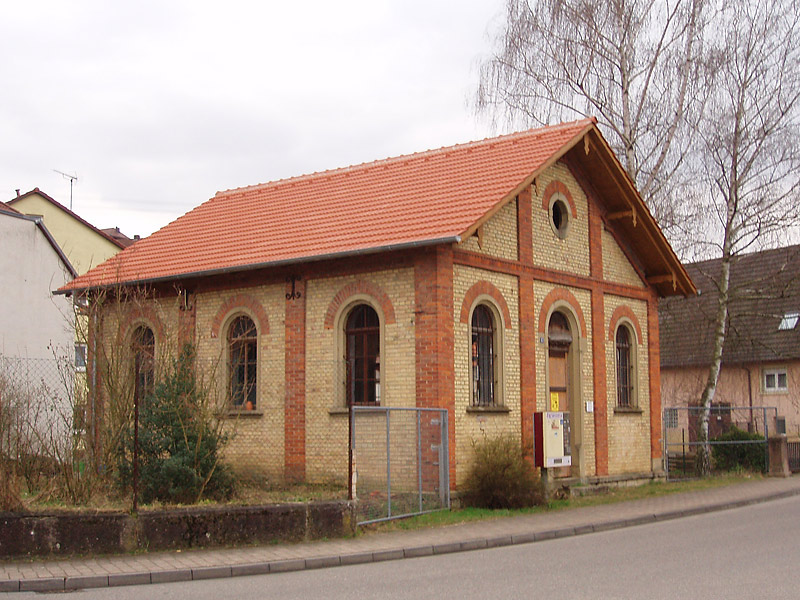
Synagoge
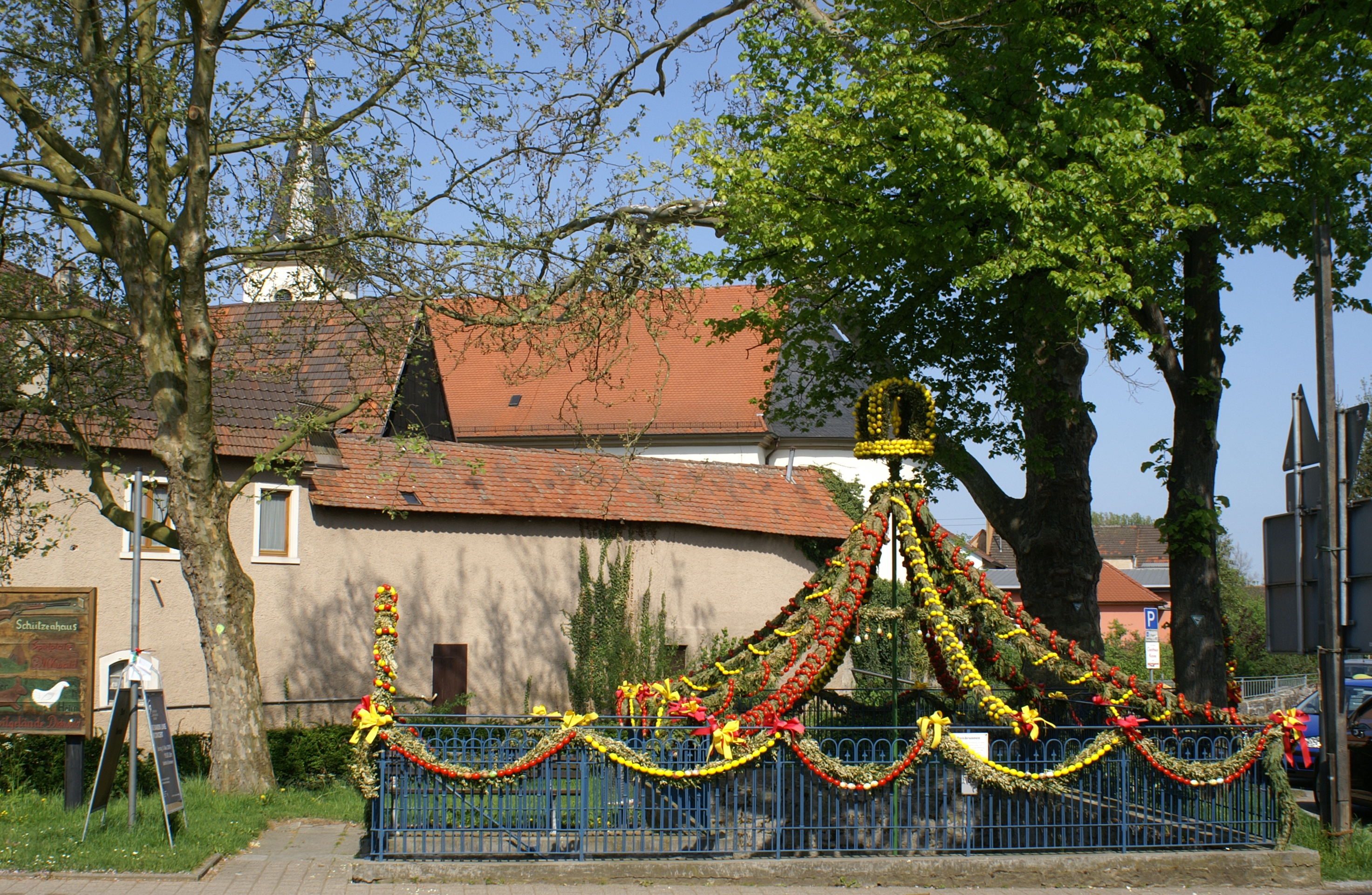
Der Reisbrunnen in der Steinsfurter Ortsmitte

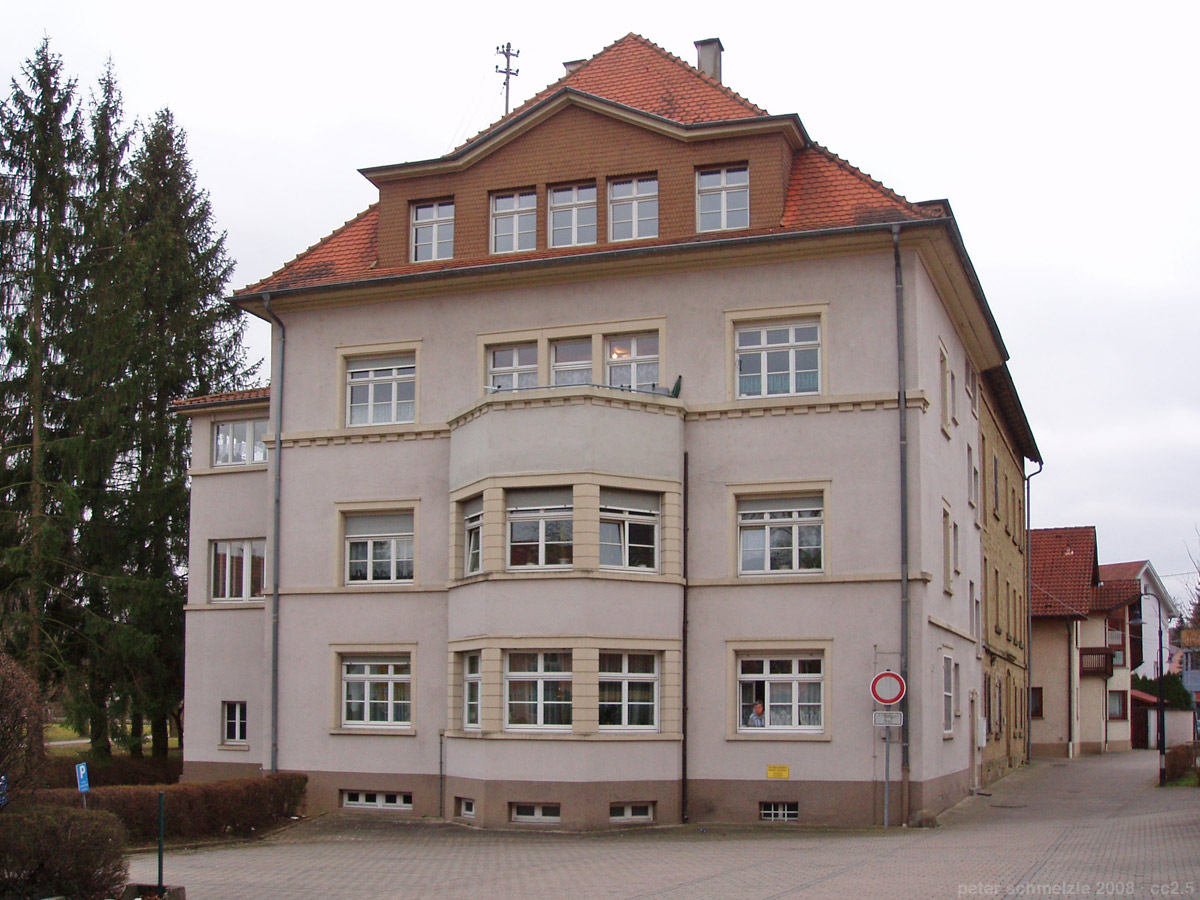
Mühle

- Die Mühle wurde bereits 1541 als Mühle des Sinsheimer Stifts erwähnt und im Lauf der Zeit mehrfach erweitert und erneuert. 1907 wurde das Wasserrad gegen eine Turbine ersetzt und ab dem Folgejahr elektrischer Strom für die Gemeinde produziert. Das Wohngebäude der Mühle wurde 1929 erneuert, die Mühle wurde 1934 modernisiert.
- Die Koch- und Fortbildungsschule wurde 1923/24 von Hermann Weil gestiftet. Das Gebäude dient heute überwiegend Wohnzwecken.

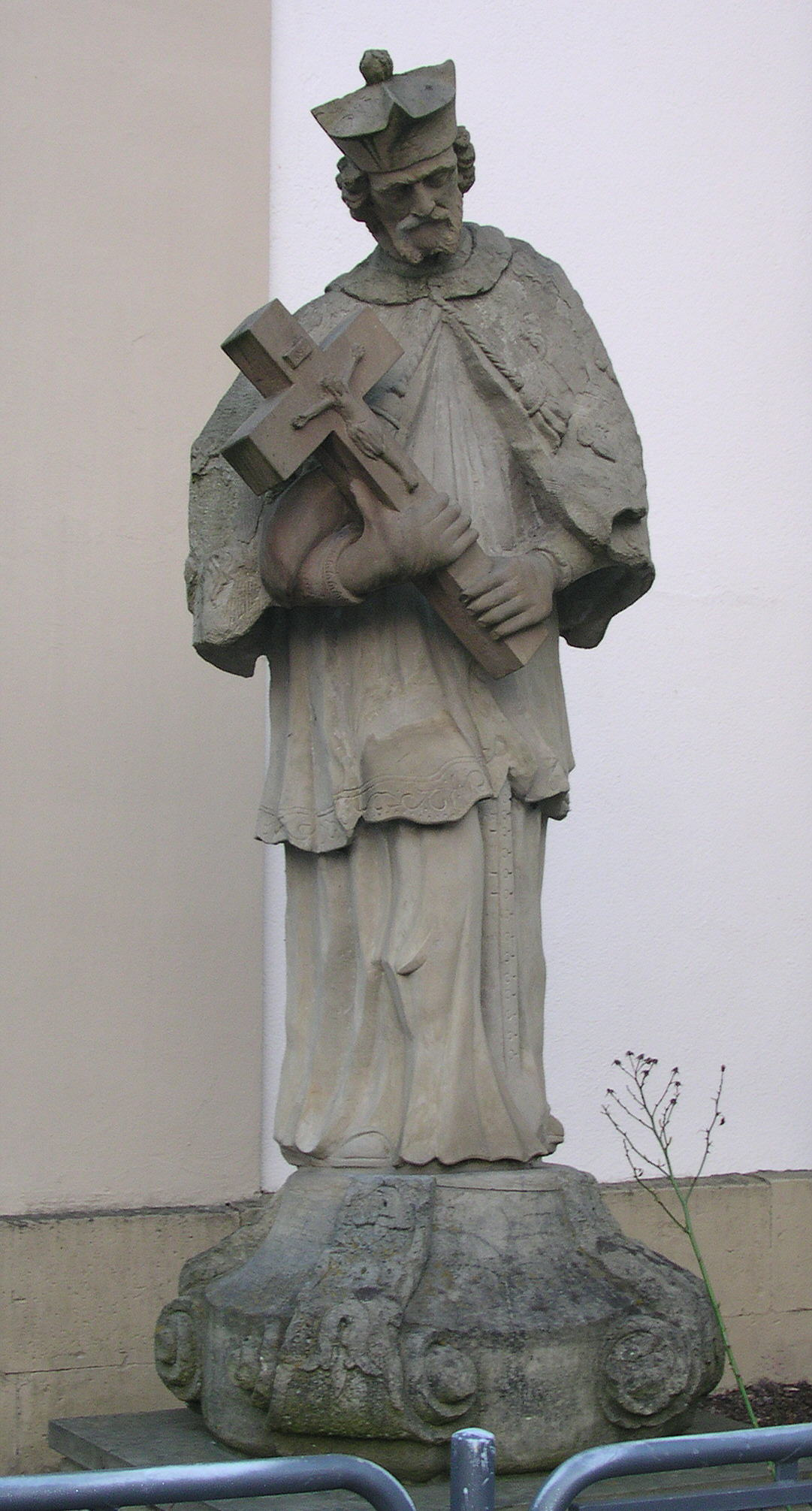
Brückenheiliger Johann von Nepomuk
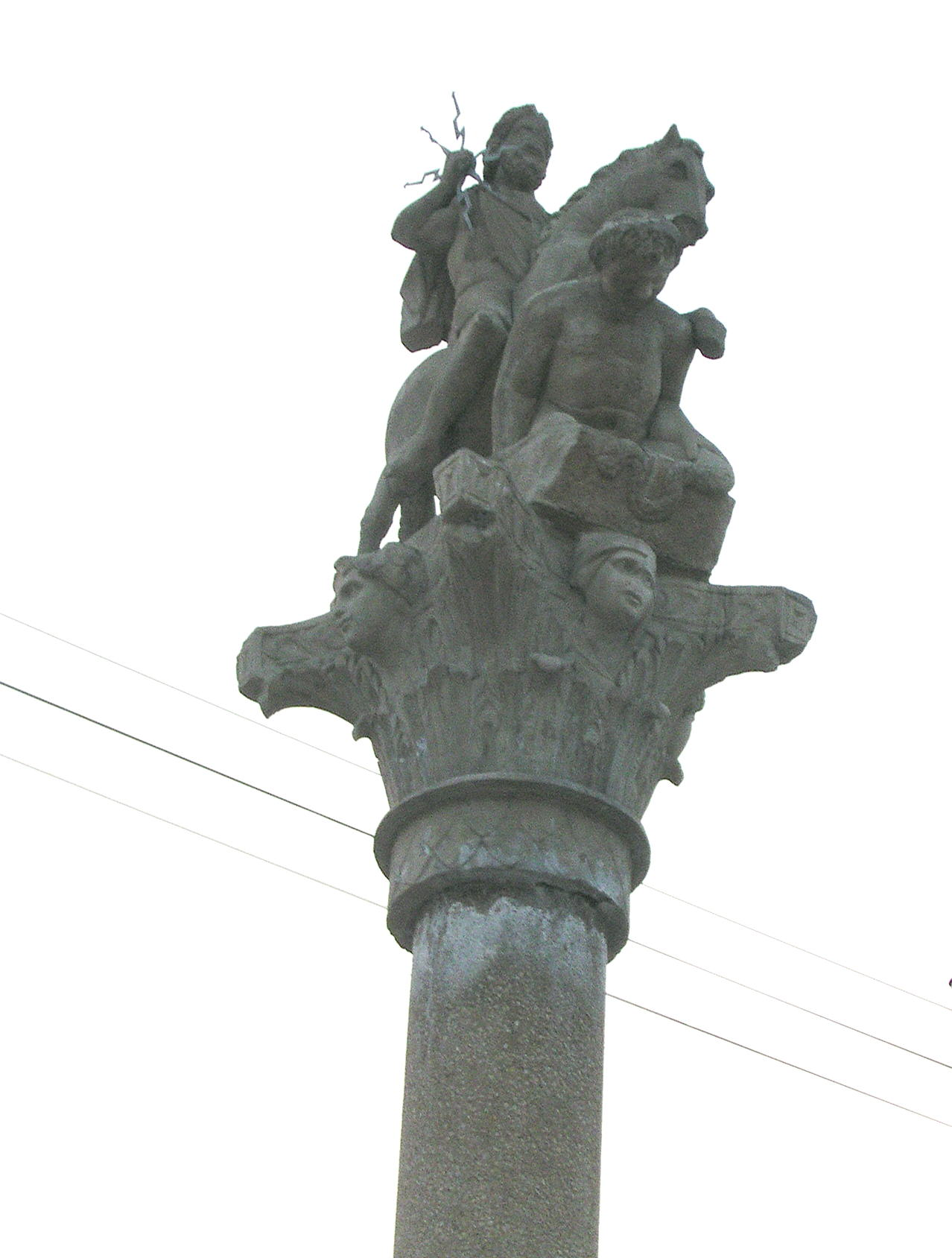
Jupiterfigur
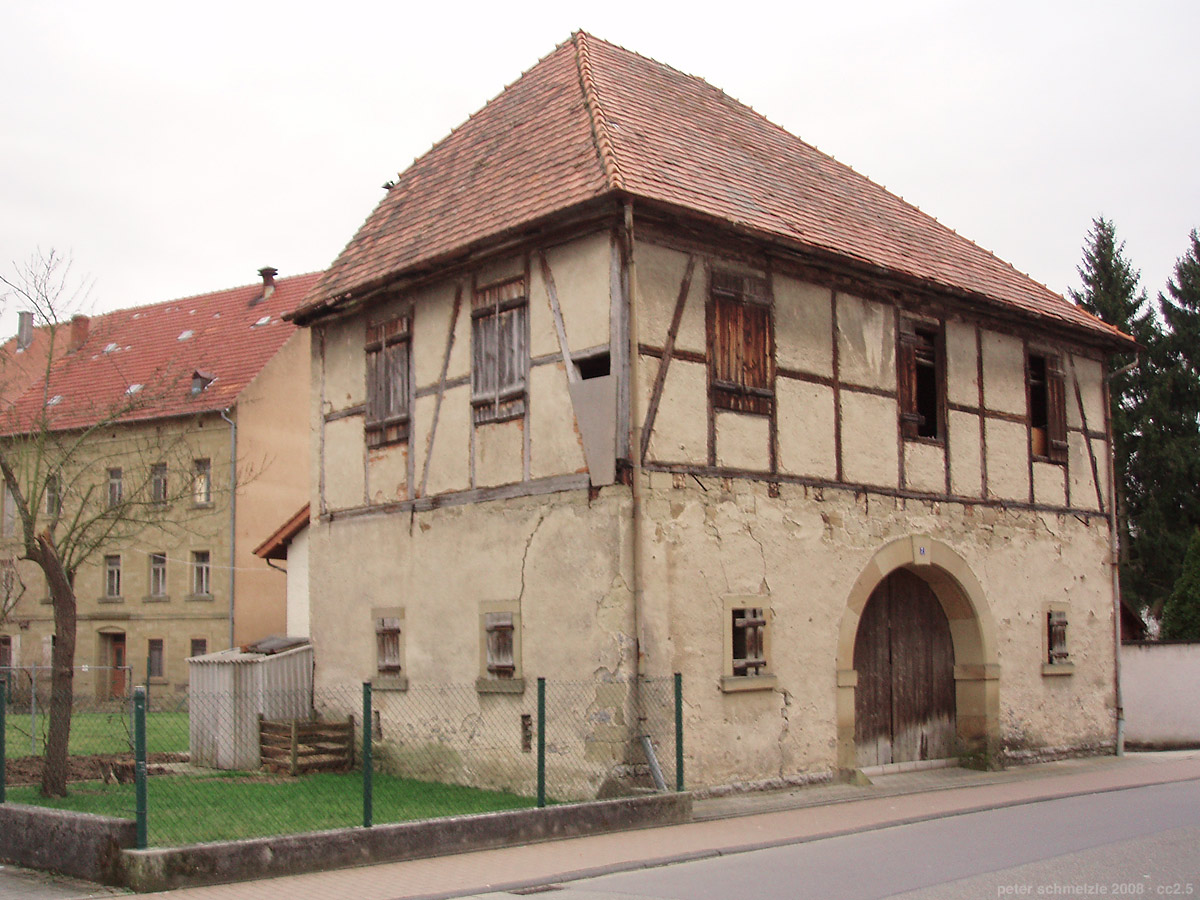
Scheune bei Mühle
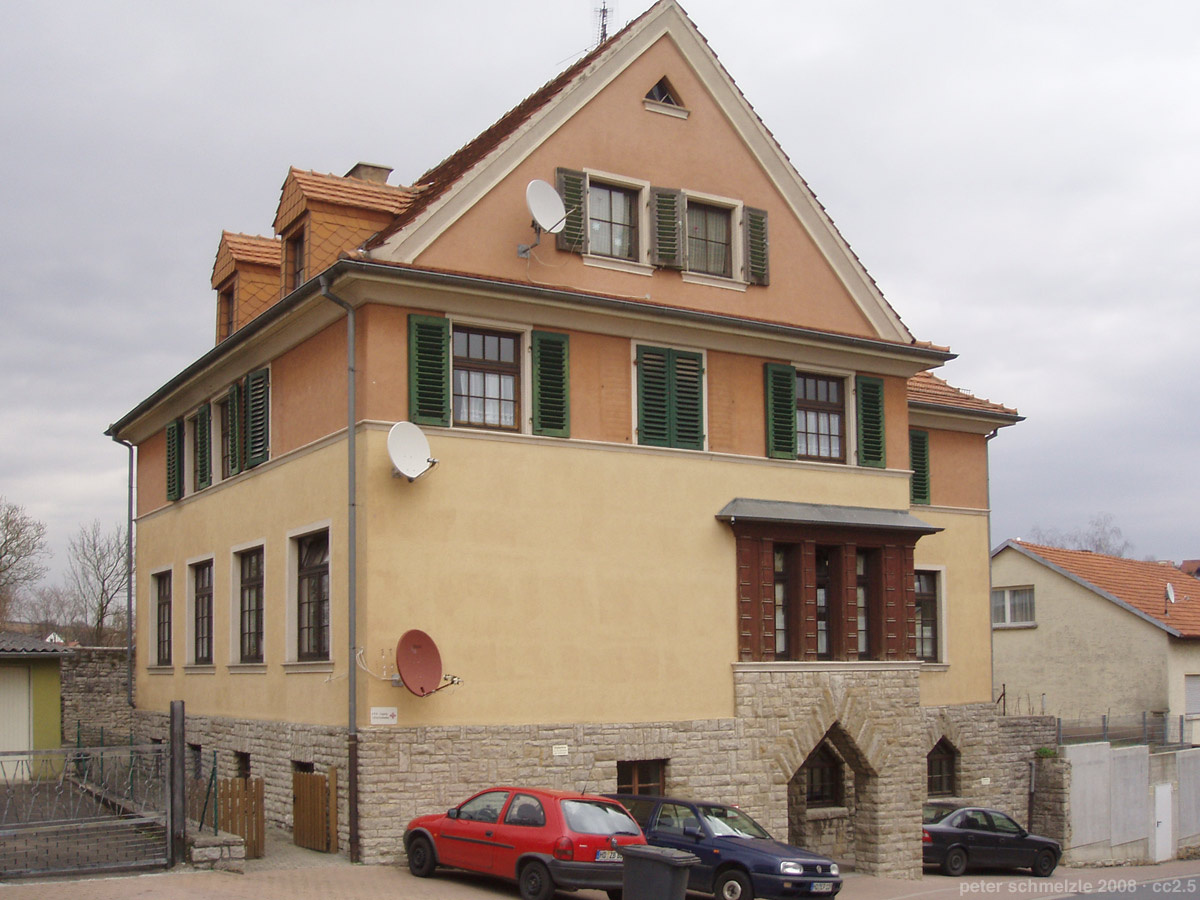
Kochschule

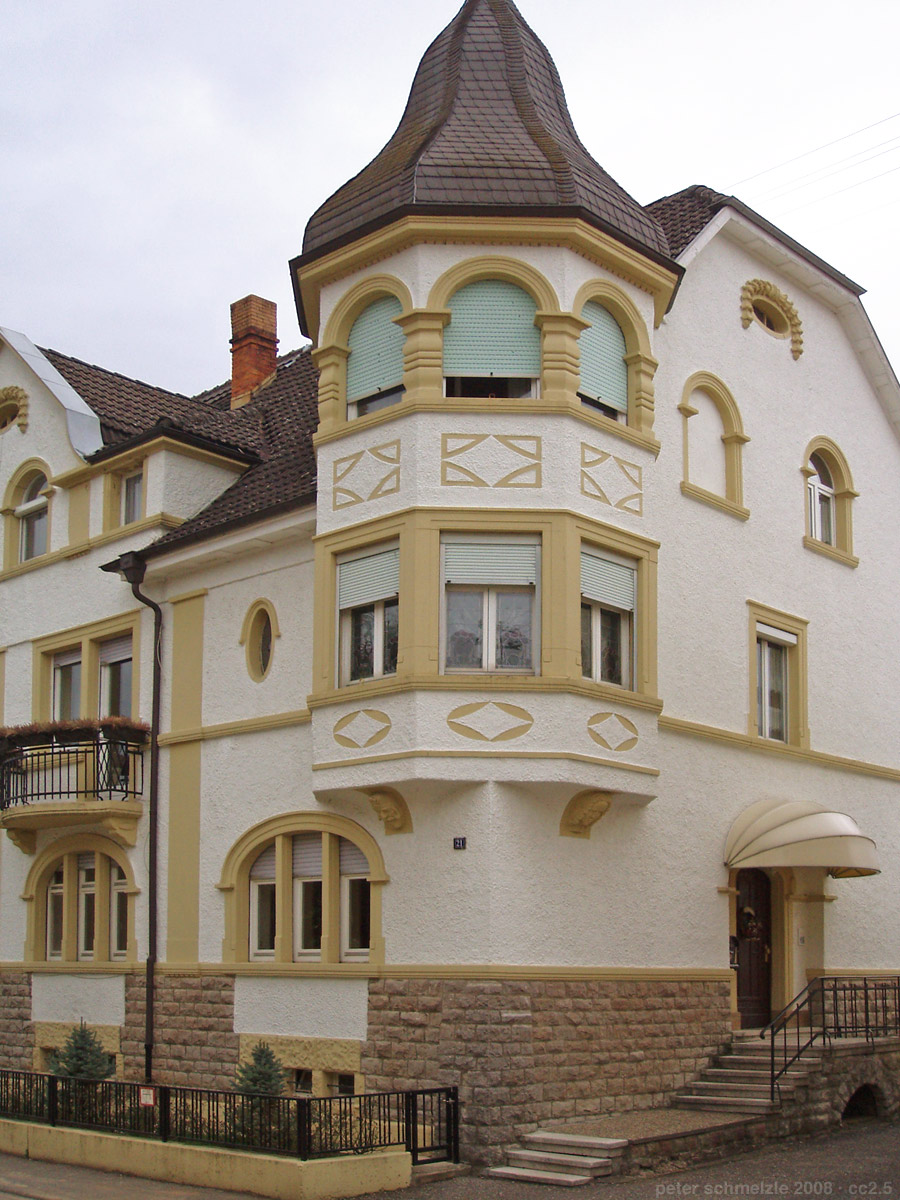
Historisches Wohngebäude

- In der Ortsmitte bei der neuzeitlichen Verwaltungsstelle und einer Replik der Jupitergigantensäule befindet sich das 1911 erbaute Lehrerwohnhaus am Platz der früheren Gemeindebäckerei.
- In Steinsfurt befinden sich außerdem weitere historische Gebäude aus unterschiedlichen Epochen, darunter Wirtschaftsgebäude wie die Alte Kelter und das Schafhaus, das historische Bahnhofsgebäude im Stil des Klassizismus und verschiedene historische Wohngebäude.

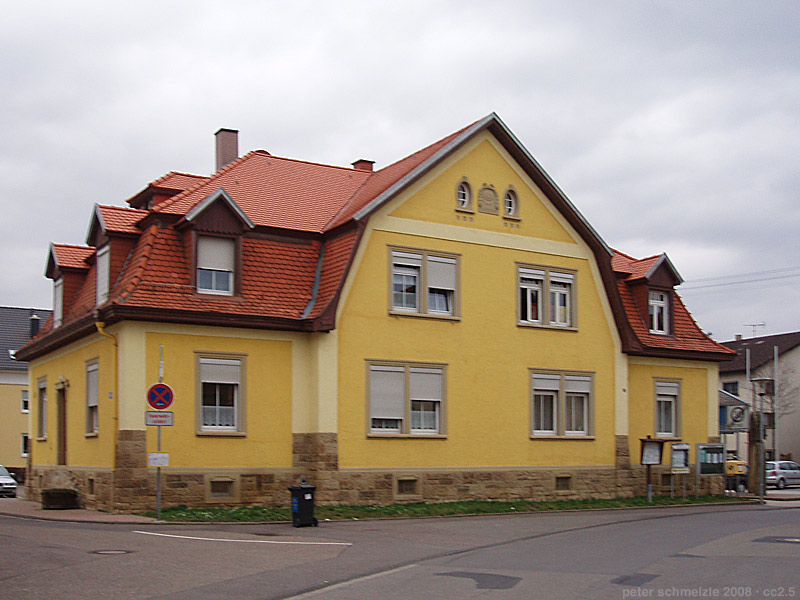
Lehrerhaus
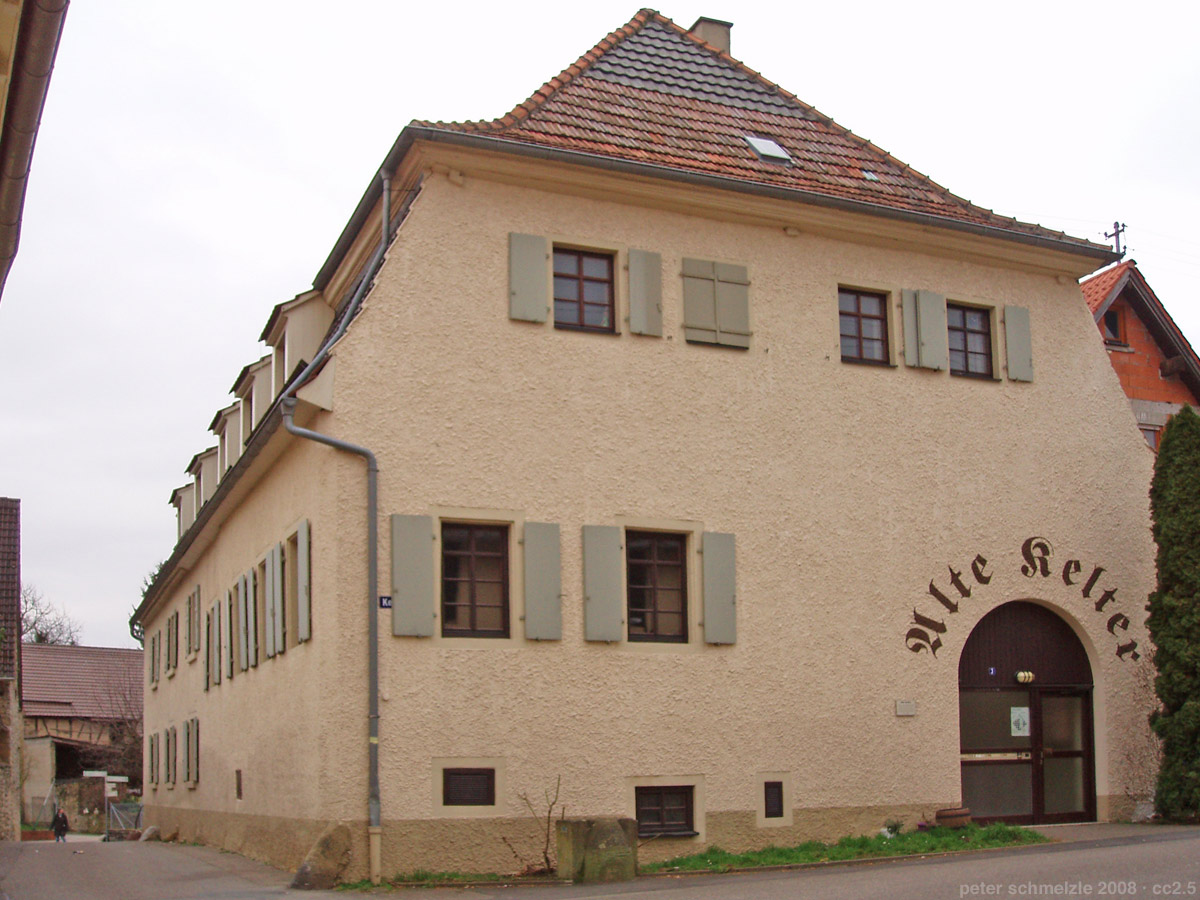
Alte Kelter
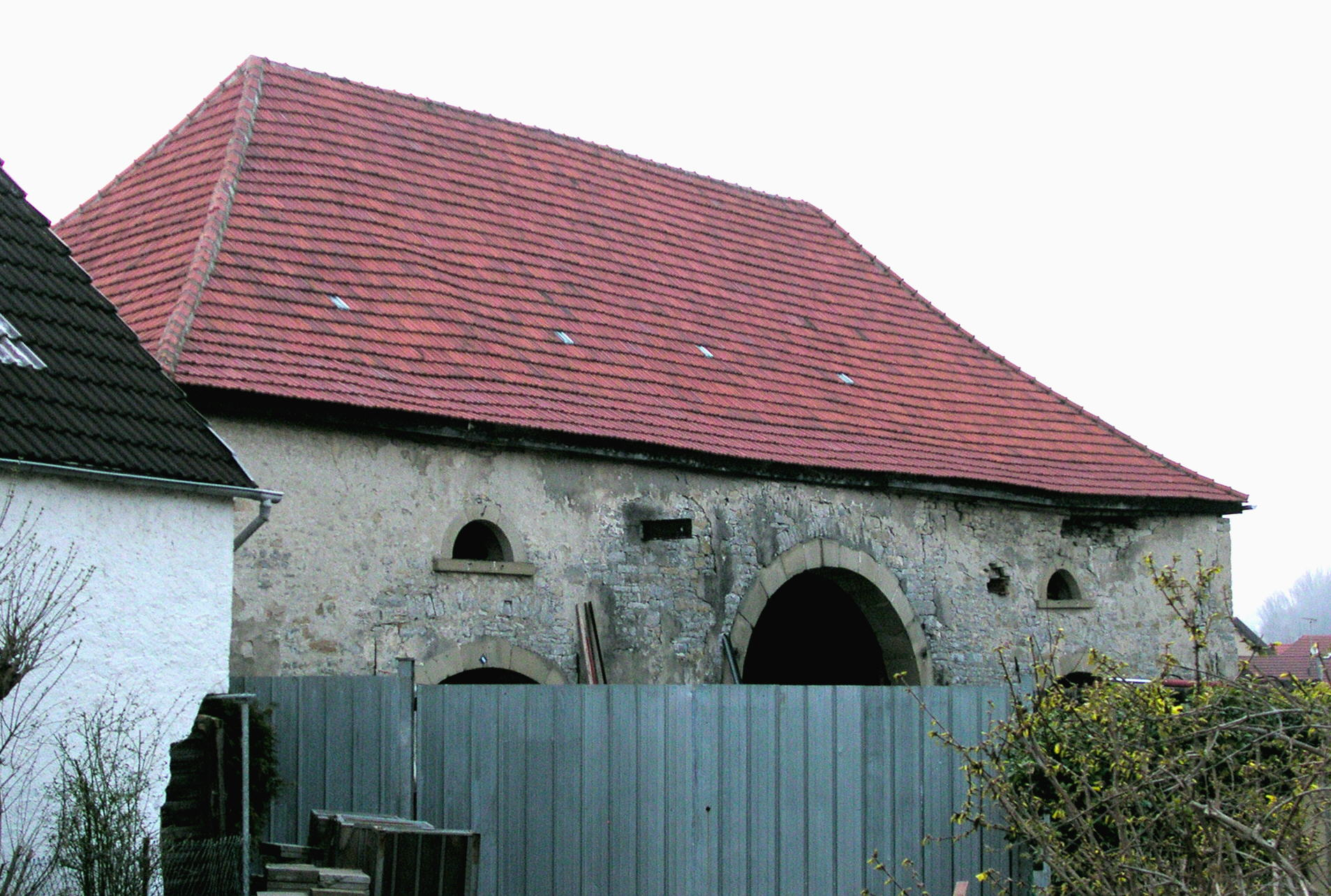
Schafhaus
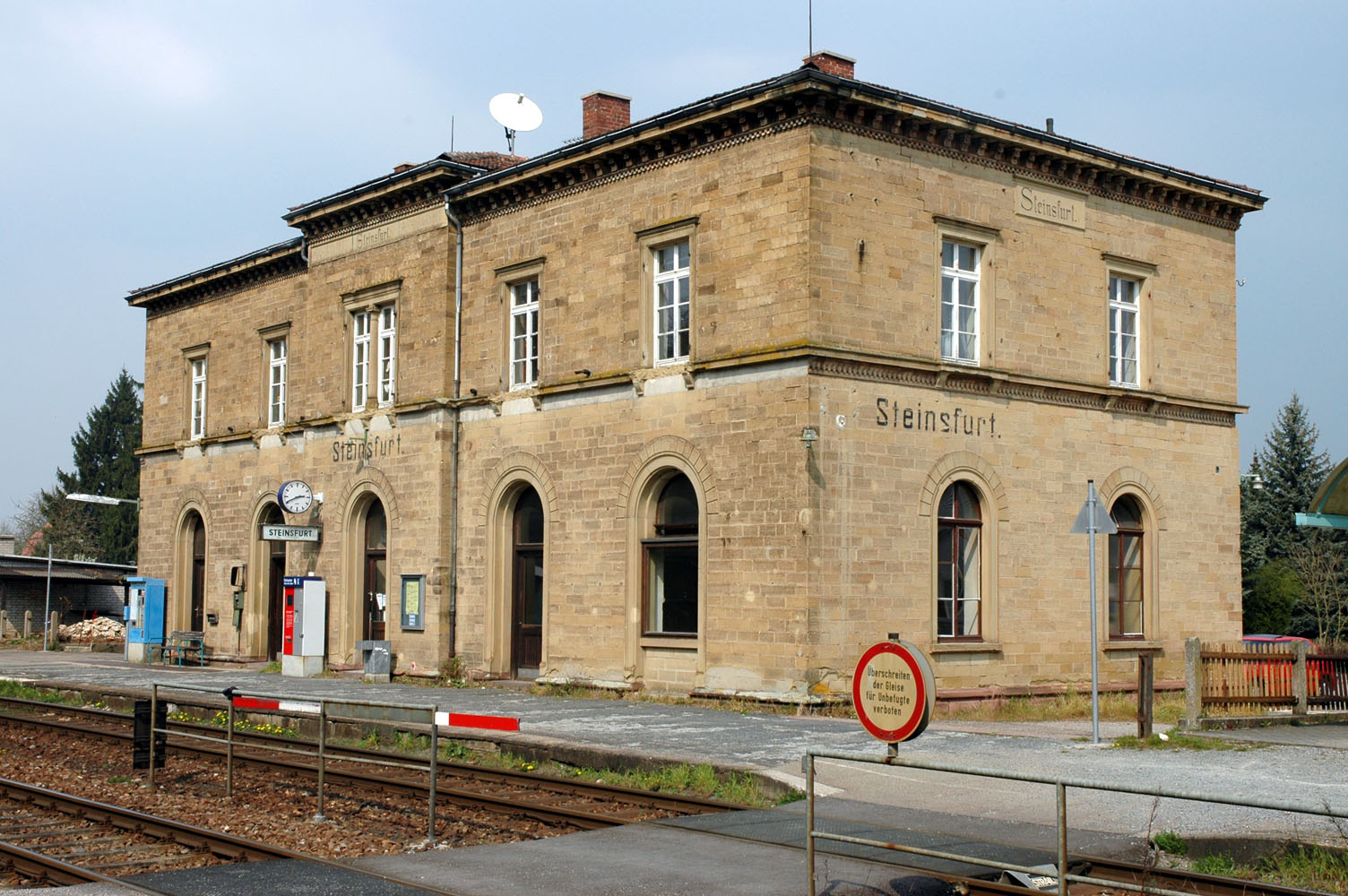
Bahnhof

- Die Erholungsanlage Ansbach ist ein öffentlicher Platz, der 1866 als Tuchbleiche bezeichnet wurde und später auch Festplatz war. In den 1960er Jahren wurde der Platz zu einer Grünanlage umgestaltet. 1963 wurde ein Ehrenmal für die Toten beider Weltkriege errichtet. Das Haus Hohenzollern hat ein Metallrelief Friedrichs des Großen gestiftet, das auf den Sockelstein eines früheren Kriegerdenkmals montiert wurde.

## Radverkehr
Durch Steinsfurt verläuft die Burgen-Tour Kraichgau-Stromberg, eine etwa 52 Kilometer lange regionale Radroute, die das Dorf mit den Orten Rohrbach und Weiler verbindet.

## Persönlichkeiten
- Peter Stephens (1687–1757), Pionier, Gründer von Stephens City, Virginia.
- Philipp David Schwab (1806–1864), Ökonom und Autor, Bürgermeister der Gemeinde Hockenheim
- Hermann Weil (1868–1927), Unternehmer und Mäzen
- Karl Völker (1923–2009), Unternehmer und Stifter
- Erich Würfel (1926–2015), Jurist, Kommunalpolitiker, Politiker, Landrat Landkreis Rastatt 1973–1989
- Gerd Hockenberger (* 1941), Landwirt und Präsident des Landesbauernverbandes in Baden-Württemberg